# NGC 6303
NGC 6303 este o galaxie eliptică situată în constelația Dragonul. A fost descoperită în 14 octombrie 1884 de către Lewis A. Swift.